# The Linux Game Tome
The Linux Game Tome  是一个Linux下的游戏列表网站。

## 历程
Tessa Lau 在1995年创建了这个网站，她收集Sunsite的Linux游戏目录和经典的X11游戏——建立了最早的数据库，那时只有100多个游戏。
1998年，Bob Zimbinski开始维护此网站至今。
截止2008年11月17日，有2354条收录。
它的论坛曾协助Lincity开发者。2013年3月25日，官方网站上bobz宣布四月网站将关闭。